# Isla de São Vicente (Brasil)
La isla de São Vicente (en portugués:Ilha de São Vicente en español literalmente: isla de San Vicente) es una isla en el estado de São Paulo, Brasil. Tiene una superficie de 57,4 km². Partes de las ciudades de São Vicente y de Santos.  se encuentran en la isla.
En el estuario que separa la isla de Santo Amaro del continente fue construido el puerto de Santos, uno de los mayores del mundo.
La geografía de la Isla se confunde con la de las ciudades que la ocupan São Vicente y Santos. A pesar de que San Vicente es más antigua, Santos es mayor en términos de población y actividad económica.
Actualmente viven en la isla unos 700.000 habitantes, la mayor parte de la población ocupa las planicies.

## Historia
La historia de la ocupación de la isla también se confunde con la historia de las ciudades de São Vicente y de Santos. Pero mucho antes de la fundación de cualquiera de esas ciudades, una expedición portuguesa liderada por  Gaspar de Lemos llegó a la isla el 22 de enero de 1502, dándole el nombre de  São Vicente (San Vicente). Hasta entonces, era conocida por los nativos como isla de Gohayó o Ingaguaçu.
Exactamente 30 años después, el mismo día, el 22 de enero de 1532, llegó Martim Afonso de Sousa, enviado por la Corona portuguesa, y aquí construyó la primera villa de Brasil, que ahora se llama laCélula Mater de la nacionalidad, por ser la primera ciudad del Brasil.